# Nie łam mi serca
Nie łam mi serca – szósty dziewiąty album polskiego zespołu Verba, wydany 27 listopada 2009 roku. Płytę promował singel pod tym samym tytułem.

## Lista utworów
1. Intro
2. Możesz Robić Co Chcesz
3. Jak Rapa Nui
4. Ta Druga
5. Czy To Koniec
6. Nad Przepaścią
7. Cztery Sekundy
8. Nim Zrobi Się Ciemno
9. Nie Mogę W To Uwierzyć
10. Miami
11. Nie łam Mi Serca
12. Outro